# Vladimir Ziablikov
Vladimir Alekseïévitch Ziablikov (en russe : Владимир Алексеевич Зябликов) est un footballeur soviétique né le 5 juillet 1925 à Troïtsk et mort en 1955 ou 1961 au-dessus de la Tchécoslovaquie.

## Biographie
Durant la Seconde Guerre mondiale, Vladimir Ziablikov est transféré dans la ville d'Oufa où il travaille au sein d'une usine de construction de moteurs entre 1942 et 1945. Au cours de cette période, il pratique en parallèle le football au sein de l'équipe d'usine du Krylia Sovetov, qui est transféré dans le village voisin de Tchernokovsk en 1945. Il rejoint en 1946 les rangs du Krylia Sovetov Kouïbychev, évoluant cette année-là au sein de l'équipe réserve,.
Transféré en 1947 au Dinamo Léningrad, Ziablikov fait cette année-là ses débuts en première division soviétique le 21 septembre contre son ancienne équipe du Krylia Sovetov Kouïbychev, à l'âge de 22 ans. Il évolue par la suite au club jusqu'en 1949, jouant dix-neuf matchs durant cette période.
Il rejoint en 1950 les rangs du Dinamo Moscou et est fréquemment titularisé entre 1950 et 1952, disputant notamment la finale de la coupe d'Union soviétique en 1950. Ses performances lui valent d'être convoqué par Boris Arkadiev, également son entraîneur en club, avec la délégation soviétique pour les Jeux olympiques de 1952. Il ne joue cependant pas le moindre match durant la compétition tandis que les Soviétiques sont éliminés dès le premier tour. Il prend sa retraite sportive moins d'un an plus tard durant la saison 1953 à l'âge de 28 ans.
Après la fin de sa carrière, Ziablikov devient coursier diplomatique pour le ministère des Affaires étrangères. Il meurt lorsque son avion est abattu au-dessus de la Tchécoslovaquie durant un voyage d'affaires. La date de sa mort reste cependant incertaine, celle-ci étant placée en 1955 ou en 1961 selon les sources,.

## Statistiques
| Saison                | Club                  | Championnat           | Championnat | Championnat | Coupe(s) nationale(s) | Coupe(s) nationale(s) | Total | Total |
| Saison                | Club                  | Division              | M.          | B.          | M.                    | B.                    | M.    | B.    |
| 1947                  | Dinamo Léningrad      | D1                    | 1           | 0           | -                     | -                     | 1     | 0     |
| 1948                  | Dinamo Léningrad      | D1                    | 2           | 0           | -                     | -                     | 2     | 0     |
| 1949                  | Dinamo Léningrad      | D1                    | 15          | 0           | -                     | -                     | 15    | 0     |
| Sous-total            | Sous-total            | Sous-total            | 18          | 0           | -                     | -                     | 18    | 0     |
| 1950                  | Dinamo Moscou         | D1                    | 33          | 0           | 2                     | 0                     | 35    | 0     |
| 1951                  | Dinamo Moscou         | D1                    | 26          | 0           | 2                     | 0                     | 28    | 0     |
| 1952                  | Dinamo Moscou         | D1                    | 14          | 0           | 2                     | 0                     | 16    | 0     |
| 1953                  | Dinamo Moscou         | D1                    | 2           | 0           | -                     | -                     | 2     | 0     |
| Sous-total            | Sous-total            | Sous-total            | 75          | 0           | 6                     | 0                     | 81    | 0     |
| Total sur la carrière | Total sur la carrière | Total sur la carrière | 93          | 0           | 6                     | 0                     | 99    | 0     |

## Palmarès
Dinamo Moscou
- Coupe d'Union soviétique :
  - Finaliste : 1950.